# Scandal (grup)
Scandal (スキャンダル) és un grup de pop rock format a Osaka (Japó), el 2006. Els membres del grup són el cantant i guitarrista Haruna Ono, el baixista i cantant Tomomi Ogawa, el guitarrista i cantant Mami Sasazaki, i el bateria i cantant Rina Suzuki.

## Discografia
- Best Scandal (2009)
- Temptation Box (2010)
- Baby Action (2011)
- Queens Are Trumps: Kirifuda wa Queen (2012)
- Hello World (2014)
- Yellow (2016)

## Premis i nominacions
| Anno | Premio                       | Categoria                         | Risultato |
| ---- | ---------------------------- | --------------------------------- | --------- |
| 2009 | Japan Record Awards          | New Artist                        | Guanyador |
| 2009 | Japan Record Awards          | Best New Artist                   | Nominat   |
| 2010 | RTHK Pop Poll Awards         | Top Japanese New Act              | Bronze    |
| 2011 | RTHK Pop Poll Awards         | Top Japanese Artist               | Nominat   |
| 2012 | RTHK Pop Poll Awards         | Top Japanese Artist               | Nominat   |
| 2011 | Billboard Japan Music Awards | Animation Artist of the Year 2011 | Nominat   |